# Merulinidae
Merulinidae  is een familie van neteldieren uit de klasse van de Anthozoa (bloemdieren). 

## Geslachten
- Astrea Lamarck, 1801
- Australogyra Veron & Pichon, 1982
- Boninastrea Yabe & Sugiyama, 1935
- Caulastraea Dana, 1846
- Coelastrea Verrill, 1866
- Cyphastrea Milne Edwards & Haime, 1848
- Dipsastraea Blainville, 1830
- Echinopora Lamarck, 1816
- Erythrastrea Pichon, Scheer & Pillai, 1983
- Favites Link, 1807
- Goniastrea Milne Edwards & Haime, 1848
- Hydnophora Fischer von Waldheim, 1807
- Leptoria Milne Edwards & Haime, 1848
- Merulina Ehrenberg, 1834
- Mycedium Milne Edwards & Haime, 1851
- Orbicella Dana, 1846
- Oulophyllia Milne Edwards & Haime, 1848
- Paragoniastrea Huang, Benzoni & Budd, 2014
- Paramontastraea Huang & Budd, 2014
- Pectinia Blainville, 1825
- Physophyllia Duncan, 1884
- Platygyra Ehrenberg, 1834
- Scapophyllia Milne Edwards & Haime, 1848
- Trachyphyllia Milne Edwards & Haime, 1849

## Synoniemen
Na onderzoek door Ann F. Budd et al., waarvan de resultaten in 2012 werden gepubliceerd, werden de volgende familienamen gereduceerd tot synoniemen van de familie Merulinidae:
- Pectiniidae Vaughan & Wells 1943
- Trachyphylliidae Verrill, 1901